# Standard P 203/P 503
Der Standard P 203 und der Standard P 503 waren Dreiradtransporter, die von 1935 bis 1939 in der Standard Fahrzeugfabrik von Wilhelm Gutbrod in Plochingen hergestellt wurden.
Der P 203 hatte einen 200-cm³-Einzylindermotor und war Kfz-Steuer-frei; im P 503 war es ein 500-cm³-Boxermotor. Beide Motoren waren Zweitakter. Vierradvarianten wurden als Standard P 504 und Standard P 204 vermarktet.
Eine Besonderheit dieser „Eillieferwagen“ war der Einbau des Motors als Unterflurheckmotor unter der Pritsche beziehungsweise unter dem Kasten. Fahrzeuge mit dem 500-cm³-Motor konnten 0,75 Tonnen zuladen, mit dem 200-cm³-Motor 0,5 Tonnen. In der Werbung wurde das zweitürige Führerhaus hervorgehoben, „mit weich gepolsterten Sitzen, geschlossen und bequem wie bei einem Personenwagen.“
Die Preise betrugen von 1395 RM für die günstigere Ausführung der Pritsche mit kleinem Motor bis 1865 RM für den Kombinationskraftwagen mit Zweizylindermotor.
Nach dem Zweiten Weltkrieg setzten nur Mitbewerber die Produktion von Lastendreirädern fort. Nachfolgemodelle der Standard-Dreiräder waren die vierrädrigen Heck 504 und Heck 604 von Spätjahr 1946 bis zum Frühjahr 1950, bis sie durch den Gutbrod Atlas abgelöst wurden. Dazwischen fertigte Gutbrod den Standard E1, der mit dem Tempo E 400 baugleich war und nach dem Schell-Plan an mehreren Standorten als Einheits-Dreirad-Lieferwagen produziert wurde.

## Mitbewerber
- Framo LH 200/LH 300 und LTH 200/LTH 300 ähnliche Lastendreiräder mit Vorderradantrieb und Motor über dem Vorderrad
- Goliath F 200/F 400/FW 200/FW 400
- Rollfix-Eilwagen
- Tempo D 200, D 400 E 200, E 400 und F 7 ähnliche Lastendreiräder mit Vorderradantrieb und Motor über dem Vorderrad